# Аканџали
Аканџали (грч. Μουριές, Муријес) је насељено место у општини Кукуш у периферији Средишња Македонија, Грчка. Према попису из 2021. године било је 395 становника.
Према бугарском географу и историчару, Василу Канчову, у Аканџалију је 1900. године живело 470 Словена хришћана, 80 Турака и 12 Рома. Током Другог балканског рата грчка војска је извршила масакр, пљачкања и силовања а већи део словенског становништва је протеран (околина Струмице). Село је поново страдало за време Првог светског рата, бугарска војска је преселила становништво у унутрашњост Бугарске јер ту пролазила линија Солунског фронта. После рата део мештана се вратио. Године 1924. принудно је исељено 188 Словена у Бугарску (остало је само 80 у селу) а на њихово место су насељене грчке избегличке породице из Турске. На попису из 1928. године Аканџали је имао 342 становника. За време Грчког грађанског рата део мештана је избегао у Југославију (СР Македонија) и друге источноевропске зенље. Након рата изграђене су нове куће где су смештени житељи неколико околних села страдалих у рату.